# Public Archaeology
Public Archaeology est une revue trimestrielle à comité de lecture fondée en 2000 et publiée par Maney Publishing. Elle traite des relations entre l'archéologie, pratique, la théorie archéologique et les modèles de gestion du patrimoine culturel ainsi que de la participation de préoccupations civiques, gouvernementales et communautaires plus larges.
La création de la revue est initiée et dirigée par Peter Ucko lorsqu'il est devenu directeur de l'Institut d'archéologie de l'University College de Londres . En 2021, le rédacteur en chef est Tim Schadla-Hall.